# شراره (حصار)
شراره (به خط تاجیکی: Ҷамоати шаҳраки Шарора) جماعت شهرکی در کشور تاجیکستان است که در ناحیهٔ حصار ناحیه‌های تابع جمهوری قرار دارد. جمعیت این جماعت ۲۲٬۷۳۰ است.

## لیست شهرک و دهات تابعه
- شهرک 
  - شراره (Шарора)

- دهات
  - سرچشمه (Сарчашма)
  - صفابخش (Сафобахш)
  - صیاد (Сайёд)
  - گنج‌ریز (Ганҷрез)